# Cnipodectes superrufus
Cnipodectes superrufus е вид птица от семейство Tyrannidae. Видът е световно застрашен, със статут Уязвим.

## Разпространение
Видът е разпространен в Боливия, Бразилия и Перу.